# Municipio de Ross (condado de Pike)
El municipio de Ross (en inglés: Ross Township) es un municipio ubicado en el condado de Pike en el estado estadounidense de Illinois. En el año 2010 tenía una población de 70 habitantes y una densidad poblacional de 0,88 personas por km².

## Geografía
El municipio de Ross se encuentra ubicado en las coordenadas 39°26′57″N 90°57′34″O / 39.44917, -90.95944. Según la Oficina del Censo de los Estados Unidos, el municipio tiene una superficie total de 79.83 km², de la cual 71,13 km² corresponden a tierra firme y (10,9 %) 8,7 km² es agua.

## Demografía
Según el censo de 2010, había 70 personas residiendo en el municipio de Ross. La densidad de población era de 0,88 hab./km². De los 70 habitantes, el municipio de Ross estaba compuesto por el 98,57 % blancos y el 1,43 % eran de una mezcla de razas. Del total de la población el 0 % eran hispanos o latinos de cualquier raza.